# Husyckie Skały
Husyckie Skały – grupa skałek o wys. 565 m n.p.m., położonych w południowo-zachodniej Polsce w Rudawach Janowickch (Sudety Zachodnie) w paśmie Gór Sokolich.

## Położenie i budowa
Husyckie Skały położone są w południowo-wschodniej części Gór Sokolich, na północnym zboczu Krzyżnej Góry (652 m n.p.m.). Stanowią skalne urwisko o wys. ok. 20 m, stanowiące punkt widokowy na pobliski Sokolik (642 m n.p.m.).
Skały są zbudowane z granitu karkonoskiego z żyłami aplitów. 

## Pochodzenie nazwy
Nazwa Husyckie Skały ma związek z wydarzeniami z nocy 11/12 sierpnia 1434 roku. Wówczas to grupa husytów spaliła pobliski zamek Sokolec, należący od rycerza-rabusia Hansa von Tschirn. Czyn był formą zemsty za wydanie przez von Tschirna w ręce biskupa wrocławskiego Konrada IV Starszego lokalnych przywódców husyckich - Bedricha i Michałka. Uciekający z płonącego zamku napastnicy zgubili w ciemnościach drogę i wraz końmi runęli w przepaść, ginąc. 

## Turystyka
Na początku XX wieku Skały zdobiła rzeźba orła, poświęcona pruskiemu feldmarszałkowi Gebhardowi von Blücherowi i bitwie pod Lipskiem w 1813 roku. Rzeźba ta istniała najprawdopodobniej do lat 60. XX wieku.
W Husyckich Skałach poprowadzono liczne drogi wspinaczkowe.

### Piesze szlaki turystyczne
- Szlak Zamków Piastowskich na odcinku: Przełęcz Karpnicka - Schronisko PTTK „Szwajcarka” - Husyckie Skały - Przełączka - Bobrów
- Schronisko PTTK „Szwajcarka” - Husyckie Skały - Przełączka - Sokolik
- Schronisko PTTK „Szwajcarka” - Husyckie Skały - Krzyżna Góra